# 稷光孢堆黑粉菌
稷光孢堆黑粉菌（学名：Sporisorium destruens）是属于黑粉菌目黑粉菌科孢堆黑粉菌属的一种真菌，寄生在稷上。该种分布于全世界各地。